# 三重県道700号小片野駅部田線
三重県道700号小片野駅部田線（みえけんどう700ごう おかたのまえのへたせん）は三重県松阪市内を通る一般県道である。起点から御麻生薗町（みおぞのちょう、みょうぞのちょう）までの区間は1964年（昭和39年）12月14日まで存在した三重電気鉄道松阪線（松阪電気鉄道）と並走していた。当時の運行経路を三重交通の路線バスが継承する形で現在も運行されている。
2017年10月24日より三重県松阪市山室町地内で路肩崩落による通行止め（1.5km）が続いている。

## 概要

### 路線データ
- 起点：松阪市小片野町字浦出125-1番地先（駐在所前交差点[注 3]）
- 終点：松阪市駅部田町字長峯1612番地先（駅部田西交差点）
- 総延長：12.412km
- 重複区間：なし
- 路線認定：1959年（昭和34年）1月25日[1]

## 地理

### 通過する自治体
- 三重県松阪市

### 接続する道路
- 国道166号：起点
- 三重県道429号佐原勢和松阪線：松阪市茅原町（上出江口バス停）
- 三重県道702号茅原丹生線：松阪市茅原町（下茅原バス停）
- 三重県道701号御麻生薗豊原線：松阪市御麻生薗町
- 三重県道59号松阪第2環状線：松阪市山室町
- 三重県道147号松阪嬉野線：松阪市駅部田町（山室入口交差点）
- 三重県道160号松阪多気線：終点

### 沿線
- マックスバリュ 大石店
- 松阪警察署 大石警察官駐在所
- 松阪市 茅広江地区市民センター
- 茅広江郵便局
- 松阪ちとせの森
  - 本居宣長墓

## 参考資料
- 『県別マップル24 三重県道路地図』（昭文社、2009年3版1刷発行、ISBN 978-4-398-62474-1 、53,57ページ）